# Antonia cirrhata
Antonia cirrhata är en tvåvingeart som beskrevs av Mario Bezzi 1924. Antonia cirrhata ingår i släktet Antonia och familjen svävflugor. Inga underarter finns listade i Catalogue of Life.